# Чудније ствари (3. сезона)
Трећа сезона америчке научнофантастичне телевизијске серије Чудније ствари, насловљена Чудније ствари 3, приказана је 4. јула 2019. Аутори серије су браћа Дафер који су такође њени извршни продуценти, поред Шона Ливија, Дена Коена и Ијана Патерсона.
У трећој сезони глуме: Винона Рајдер, Дејвид Харбор, Фин Вулфхард, Мили Боби Браун, Гејтен Матаразо, Кејлеб Маклохлин, Ноа Шнап, Сејди Синк, Наталија Дајер, Чарли Хитон, Џо Кири, Дејкр Монтгомери, Маја Хок, Праја Фергусон и Кара Буоно. У споредним улогама су: Брет Гелман, Кери Елвес, Џејк Бјуси, Мајкл Парк и Франческа Рил. Трећа сезона добила је позитивне критике, посебно због визуелних ефеката, хумора, изведби и емоционалне тежине, али су неки критиковали понављајући наратив и скретање одређених ликова.

## Радња
У лето 1985. године у Хокинсу, новоотворени тржни центар Старкорт постао је централна тачка града, због чега су остале продавнице остале без посла. Шеф полиције Хокинс Џим Хопер не одобрава везу Једанаестице и Мајка, док Џојс размишља о одласку из Хокинса ради бољег живота за своју децу и себе, остављајући пријатељства деце и сопствени однос са Хопером. Џојс примећује да се нешто чудно дешава са њеним магнетима и одлучује да истражи. Међутим, чудне флуктуације снаге покрећу Вилову свест о нечему ванземаљском, а Једанаестица и Макс осећају да нешто није у реду са становницима града. Упркос томе што су затворили портал ка другој диментији, плаше се да су још увек у опасности. Пријатељи раде заједно како би помогли Максовом брату Билију док се Хопер и Џојс упуштају у сопствену пустоловину.

## Улоге

### Главне
- Винона Рајдер као Џојс Бајерс[4]
- Дејвид Харбор као Џим Хопер[4]
- Фин Вулфхард као Мајк Вилер[4]
- Мили Боби Браун као Једанаестица / Џејн Хопер[4]
- Гејтен Матаразо као Дастин Хендерсон[4]
- Кејлеб Маклохлин као Лукас Синклер[4]
- Ноа Шнап као Вил Бајерс[4]
- Сејди Синк као Макс Мејфилд[4]
- Наталија Дајер као Ненси Вилер[4]
- Чарли Хитон као Џонатан Бајерс[4]
- Џо Кири као Стив Харингрон[4]
- Дејкр Монтгомери као Били Харгроув[4]
- Маја Хок као Робин Бакли[4]
- Праја Фергусон као Ерика Синклер[4]
- Кара Буоно као Карен Вилер[4]

### Такође глуме
- Џејк Бјуси као Брус Лоу[2]
- Џо Крест као Тед Вилер[5]
- Кетрин Кертин као Клаудија Хендерсон[6]
- Андреј Ивченко као Григориј[7]
- Мајкл Парк као Том Холовеј[8]
- Јасен Пејанков као руски научник[9]
- Франческа Рил као Хедер Холовеј[3]
- Алек Јутгоф као Алексеј Смирнов[10]

### Споредне
- Брет Гелман као Мари Бауман[11]
- Кери Елвес као Лари Клајн[2]
- Пеги Мајли као Дорис Дрискол[12]
- Холи Морис као Џенет Холовеј[3]

### Значајни гости
- Шон Астин као Боб Њуби[13]
- Роб Морган као полицајац Пауел[12]
- Џон Ренолдс као полицајац Калахан[12]
- Ренди Хевенс као Скот Кларк[14]
- Вил Чејс као Нил Харгроув[15]
- Кристофер Конвери као млади Били[16]
- Џејси Синк као млада Макс[17]
- Бет Рисграф као Билијева мајка[18]
- Артур Дарбињан као др Жарков
- Миша Кузнецов као пуковник Озеров[12]
- Габријела Пицоло као Сузи[19]
- Пол Рајзер као Сем Овенс[20]
- Метју Кардаропл као Кит[21]
- Мајкл Силвио Фортино као Рик, касир на бензинској станици[22]

## Епизоде
| Бр. еп. (укупно) | Бр. еп. (у сезони) | Наслов                                   | Редитељ      | Сценариста     | Премијера    |
| ---------------- | ------------------ | ---------------------------------------- | ------------ | -------------- | ------------ |
| 18               | 1                  | Прво поглавље: Сузи, чујеш ли ме?        | браћа Дафер  | браћа Дафер    | 4. јул 2019. |
| 19               | 2                  | Друго поглавље: Заморчићи                | браћа Дафер  | браћа Дафер    | 4. јул 2019. |
| 20               | 3                  | Треће поглавље: Случај несталог спасиоца | Шон Ливи     | Вилијам Бриџиз | 4. јул 2019. |
| 21               | 4                  | Четврто поглавље: Тест у сауни           | Шон Ливи     | Кејт Трефри    | 4. јул 2019. |
| 22               | 5                  | Пето поглавље: Отети                     | Ута Бризвитц | Пол Дихтер     | 4. јул 2019. |
| 23               | 6                  | Шесто поглавље:                          | Ута Бризвитц | Кертис Гвин    | 4. јул 2019. |
| 24               | 7                  | Седмо поглавље: Угриз                    | браћа Дафер  | браћа Дафер    | 4. јул 2019. |
| 25               | 8                  | Осмо поглавље: Битка за Старкорт         | браћа Дафер  | браћа Дафер    | 4. јул 2019. |